# نوکیا ۶۱۰۰
نوکیا ۶۱۰۰ یک نمونه از گوشی‌های تلفن همراه سری ۶۰۰۰ شرکت نوکیا می‌باشد که در سال ۲۰۰۲ میلادی  توسط همین شرکت به بازار عرضه شده‌است.